# Mathangapura, Malur
Mathangapura là một làng thuộc tehsil Malur, huyện Kolar, bang Karnataka, Ấn Độ.